# Bythinelle des Pyrénées
Bythinella reyniesii
Espèce
Statut de conservation UICN

 LC  : Préoccupation mineure
La Bythinelle des Pyrénées (Bythinella reyniesii) est une espèce de gastéropodes de la famille des Bythinellidae et du genre Bythinella. Essentiellement présent dans les Pyrénées, ce minuscule escargot d'eau douce à la coquille en forme de cylindre et au corps bleuté vit dans les sources de montagne calmes ne présentant pas de pollution. 

## Description

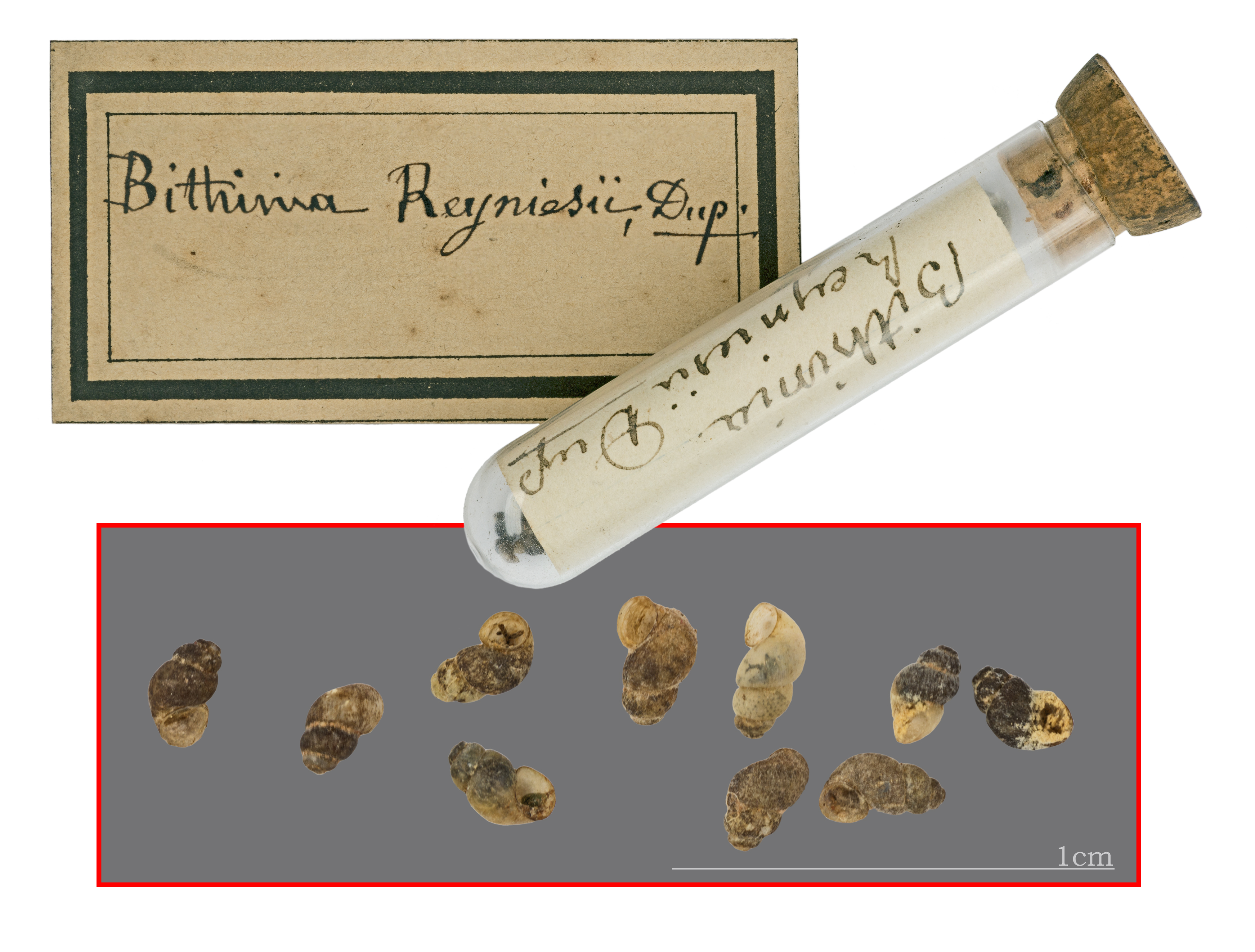
Bythinella reyniesii, spécimens du muséum d'histoire naturelle de Toulouse.

La Bythinelle des Pyrénées présente une coquille mesurant de 2 à 3 mm de haut pour 1 à 1,5 mm de diamètre. Elle est allongée et de forme ovale, presque cylindroïde, à peu près lisse et obtuse au sommet. Son ouverture est arrondie avec un angle supérieur externe bien marqué. Le péristome est continu, simple et presque tranchant. Elle présente 4 à 5 tours de spire arrondis, séparés par une suture assez profonde, le dernier spire formant à lui seul plus de la moitié de la hauteur totale de la coquille. Mince, cornée, transparente et souvent salie de limon ou encroûtée, la coquille est d'une couleur verdâtre ou noirâtre. L'opercule est cornée, particulièrement mince et transparente. Les stries rayonnantes et spirescentes sont particulièrement distinctes à la loupe.
Le corps de la Bythinelle des Pyrénées est assez allongé, très noir en dessus, surtout au niveau de la partie supérieure du mufle en forme de trompe qui est allongé et distinctement tronqué à son extrémité. Ses tentacules sont assez allongés, fins et raides, d'un gris bleuâtre presque transparent. Ses points oculaires sont noirs et assez gros. Son pied est assez étroit, obtus à ses deux extrémités antérieure et postérieure et d'un noir bleuâtre. Le reste du corps, sur les côtés, est d'un gris bleuâtre plus clair.

## Écologie et répartition

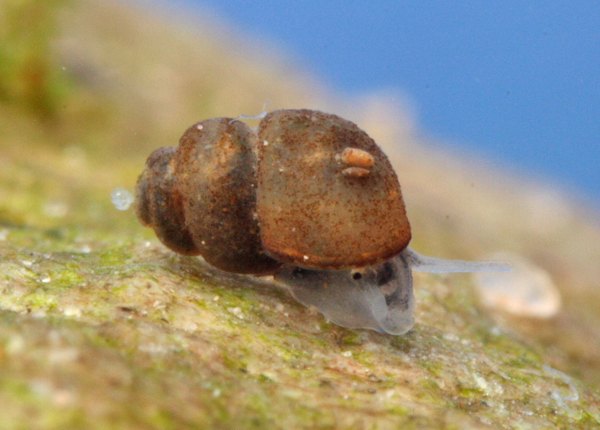
Bythinella compressa (Rhône, Allemagne).

La Bythinelle des Pyrénées se rencontre essentiellement dans les Pyrénées en Andorre, en Espagne et en France,. En France, l'espèce est signalée dans les Hautes-Pyrénées, l'Ariège, l'Aude, les Pyrénées-Orientales mais pourrait également se retrouver dans le Gard, en Dordogne et en Aveyron.
Si la synonymie avec Bythinella compressa était confirmée, l'espèce ne serait alors pas endémique des Pyrénées mais serait également présente en Belgique et en Allemagne,.
Parmi l'ensemble des mollusques d'eau douce, le genre Bythinella fait partie des plus sensibles à la pollution, occupant essentiellement les biotopes lentiques, c'est-à-dire les eaux calmes à renouvellement lent. Plus précisément, la Bythinelle des Pyrénées vit uniquement dans les sources sur les pierres, dans la vase ou sur la végétation aquatique.

## Biologie
La Bythinelle des Pyrénées est l'hôte intermédiaire du Trématode Maritrema pyrenaica, un ver parasite dont les larves s'enkystent dans un deuxième temps dans la crevette Echinogammarus berillon pour enfin se reproduire dans ses hôtes principaux, la Musaraigne aquatique ou le Desman des Pyrénées.

## Systématique
Bythinella reyniesii est décrite pour la première fois sous le protonyme Hydrobia reyniesii par le malacologue et abbé français Dominique Dupuy (1812-1885) dans son ouvrage monumental Histoire naturelle des mollusques terrestres et d'eau douce qui vivent en France débuté en 1847 et terminé en 1852. Son épithète spécifique est un hommage à Paul de Reyniés, récolteur de spécimens pour le naturaliste et lui même malacologue. Les exemplaires ayant servi à la description ont été récoltés dans les environs de Cauterets (Hautes-Pyrénées, France).

### Nom français
En français, cette espèce porte le nom vulgarisé et normalisé « Bythinelle des Pyrénées ».

### Synonymie
Bythinella reyniesii a pour synonymes :
- Bythinella gracilis Locard, 1893
- Bythinella parvula Locard, 1893
- Bythinella pouzi Locard, 1893
- Hydrobia reyniesii Dupuy, 1851
- Paludina rufescens Küster, 1852

La synonymie avec Bythinella compressa (Frauenfeld, 1857) parfois revendiquée, n'est pas clairement établie,,,.